# Derech Hachlama
Derech Hachlama (בדרך להחלמה en hebreo), en castellano Por el camino de la recuperación, es una organización benéfica israelí que conecta a voluntarios israelíes con palestinos que necesitan transporte para acudir a citas médicas y otros tipos de atención médica dentro de Israel.  El grupo también ayuda a transportar a los habitantes de Gaza a sus citas en Cisjordania  pero pricipalmente transporta niños para recibir tratamientos médicos en los hospitales en Israel. Cuando viajan a Cisjordania, la Autoridad Palestina cubre el costo de algunas citas médicas pero no cubre los costos de transporte.  En 2023, el grupo atendía a unos 2.700 pacientes palestinos cada año.
La asociación también se dedica a la compra de equipos médicos para familias necesitadas y a organizar jornadas de diversión para las familias de niños enfermos, ya que, además de brindar asistencia logística, la organización también sirve para desarrollar conexiones entre israelíes y palestinos.  En algunos casos, los voluntarios y los pacientes también se reúnen para pasar tiempo juntos en entornos recreativos,   asistir a servicios conmemorativos para pacientes que han fallecido o brindan apoyo moral a las familias de pacientes fallecidos. En 1993, las Brigadas de Ezzeldin Al-Qassam de Hamás de Gaza asesinaron al hermano del fundador de Derech Hachlama, Roth.  Unos años más tarde, Roth se unió a un grupo llamado The Parents Circle-Families Forum, un grupo de israelíes y palestinos que han perdido a sus familiares en el conflicto palestino-israelí . En 2006, un miembro palestino del foro pidió ayuda a Roth para transportar a un familiar enfermo al Hospital Rambam en Haifa. Desde ese momento Roth comenzó a reclutar a algunos de sus amigos para que también lo ayudaran. En 2010, Roth decidió fundar Derech Hachlama, para transportar a palestinos enfermos hacia hospitales israelíes y así contribuir aproceso de paz. Roth ha dicho que ve como un acto de reconciliación en honor de su hermano. 
En 2018, el grupo contó con casi 2.000 voluntarios, quienes realizaron más de 20.000 viajes de pacientes en el año.
Durante los ataques de Hamás contra Israel del 7 de octubre de 2023, varios voluntarios fueron asesinados en los ataques y siete miembros fueron tomados como rehenes. 

## Premios y reconocimientos
En 2019, la organización recibió el Premio Victor J. Goldberg para la Paz del Instituto de Educación Internacional.